# Детектор гравитационных волн

Детектор гравитационных волн на базе двух резонаторов Фабри-Перо, поставленных под углом 90 град.

Дете́ктор гравитацио́нных волн (гравитацио́нно-волново́й телеско́п) — техническое устройство, предназначенное для регистрации гравитационных волн. Согласно ОТО, гравитационные волны, образующиеся, например, в результате слияния двух чёрных дыр где-то во Вселенной, вызывают чрезвычайно слабое периодическое изменение расстояний между пробными частицами вследствие колебаний самого пространства-времени. Эти колебания пробных тел и регистрирует детектор. Кроме того, такие детекторы способны измерять гравитационные возмущения геофизической природы. Так, например, на интерферометрах LIGO и VIRGO были зарегистрированы модуляции с сидерической периодичностью.

## Гравитационная антенна
Наиболее распространены два типа детекторов гравитационных волн. Один из типов, впервые реализованный Джозефом Вебером (Мэрилендский университет) в 1967 году, представляет собой гравитационную антенну — как правило, это металлическая массивная болванка, охлаждённая до низкой температуры. Размеры детектора при падении на него гравитационной волны изменяются, и если частота волны совпадает с резонансной частотой антенны, амплитуда колебаний антенны может стать настолько большой, что колебания можно детектировать. В пионерском эксперименте Вебера антенна представляла собой алюминиевый цилиндр длиной 2 м и диаметром 1 м, подвешенный на стальных проволочках; резонансная частота антенны составляла 1660 Гц, амплитудная чувствительность пьезодатчиков — 10−16 м. Вебер использовал два детектора, работавших на совпадения, и сообщил об обнаружении сигнала, источником которого с наибольшей вероятностью был центр Галактики. Однако независимые эксперименты не подтвердили наблюдений Вебера. Из действующих в настоящее время детекторов по такому принципу работает сферическая антенна MiniGRAIL (Лейденский университет, Голландия), а также антенны ALLEGRO, AURIGA, EXPLORER и NAUTILUS.

## Лазерный интерферометр
В другом типе экспериментов по детектированию гравитационных волн измеряется изменение расстояния между двумя пробными массами с помощью лазерного интерферометра Майкельсона. Использовать интерферометр Майкельсона для непосредственного обнаружения гравитационных волн впервые предложили в 1962 году советские физики М. Е. Герценштейн и В. И. Пустовойт, но эта работа осталась незамеченной, а вторично эта идея была выдвинута американскими физиками в начале 1970-х годов.
Устройство интерферометрического детектора следующее: в двух длинных (длиной в несколько сот метров или даже километров) перпендикулярных друг другу вакуумных камерах подвешиваются зеркала. Когерентный свет, например лазерный луч, расщепляется, идёт по обеим камерам, отражается от зеркал, возвращается обратно и вновь соединяется. В «спокойном» состоянии длины подобраны так, что эти два луча после воссоединения в полупрозрачном зеркале гасят друг друга (деструктивно интерферируют), и освещённость фотодетектора оказывается нулевой. Но смещение одного из зеркал на микроскопическое расстояние (~10−16 см, что на 11 порядков меньше длины световой волны и составляет тысячные доли размера атомного ядра) приводит к тому, что компенсация двух лучей нарушается и фотодетектор улавливает свет.
В настоящее время гравитационные телескопы такого типа работают или находятся в стадии возведения в рамках американо-австралийского проекта LIGO (наиболее чувствительный), немецко-английского GEO600, франко-итальянского VIRGO и японского KAGRA (LCGT):
| Проект | Расположение телескопа        | Длина плеча |
| ------ | ----------------------------- | ----------- |
| KAGRA  | Токио, Япония                 | 3 км        |
| GEO600 | Ганновер, Германия            | 0,6 км      |
| VIRGO  | Пиза, Италия                  | 3 км        |
| LIGO   | Хэнфорд, шт. Вашингтон, США   | 4 км        |
| LIGO   | Ливингстон, шт. Луизиана, США | 4 км        |

Данные измерений детекторов LIGO и GEO600 обрабатываются с помощью проекта Einstein@Home (распределённые вычисления на тысячах персональных компьютеров).

## Другие типы детекторов
Описанные выше типы детекторов чувствительны к низкочастотным гравитационным волнам (до 10 кГц). Ещё более низкочастотный сигнал (10−2−10−3Гц), соответствующий периодическим источникам гравитационных волн типа тесных двойных, возможно, был зарегистрирован с помощью метода, основанного на эффекте оптико-метрического параметрического резонанса. В эксперименте используются наблюдения космических радиоисточников (мазеров) с помощью обычного радиотелескопа. Разрабатываются и высокочастотные варианты детекторов гравитационных волн, например, основанные на взаимном сдвиге частот двух разнесённых осцилляторов или на повороте плоскости поляризации микроволнового пучка, циркулирующего по петлевому волноводу.
Выдвинута гипотеза о возможности процесса детектирования высокочастотных гравитационных волн конденсированной диэлектрической средой путем преобразования гравитационного излучения в электромагнитное
Выдвинута гипотеза о возможности детектирования низкочастотного гравитационного излучения путём использования в качестве гравитационных антенн блоков земной коры размерами 5-7*106 см.
- EGO — Европейская гравитационная обсерватория[англ.] — консорциум, созданный для управления интерферометрической антенной Virgo и связанной с ней инфраструктурой, а также для развития сотрудничества в области исследований гравитационных волн в Европе. Основан 11 декабря 2000 года французским CNRS и итальянским INFN со штаб-квартирой недалеко от Пизы, в коммуне Кашина.
- CLOVER telescope[англ.]
- Гравитационная антенна: MiniGRAIL и пр.
- BlackGEM[англ.] — массив оптических телескопов (три телескопа, планируется установить ещё 12), расположенный в  европейско-чилийской астрономической обсерватории Ла-Силья, расположенной в чилийской части пустыни Атакама[7]. Эта система специально разработана для обнаружения оптических аналогов источников гравитационных волн, обнаруженных с помощью Virgo и LIGO. Запущен в 2023 г.
- Китайский университет Чжуншань объявил (2016) о запуске проекта «Тайцзи» по изучению гравитационных волн[8][9].
- Разрабатывается проект LISA, в котором лазерный интерферометр будет находиться в космосе, с длиной плеча 2,5 млн км и чувствительностью к сдвигу пробных масс в 20 пм.